# Les Torretes (Albinyana)
Les Torretes és una muntanya de 250 metres que es troba entre els municipis d'Albinyana i del Vendrell, a la comarca del Baix Penedès.